# Tremella lethariae
Tremella lethariae är en svampart som beskrevs av Diederich 2003. Tremella lethariae ingår i släktet Tremella och familjen Tremellaceae.   Inga underarter finns listade i Catalogue of Life.